# Brent Ashton
Brent Kenneth Ashton (* 18. Mai 1960 in Saskatoon, Saskatchewan) ist ein ehemaliger kanadischer Eishockeyspieler, der im Verlauf seiner aktiven Karriere zwischen 1975 und 1993 unter anderem 1083 Spiele für die Vancouver Canucks, Colorado Rockies, New Jersey Devils, Minnesota North Stars, Nordiques de Québec, Detroit Red Wings, Winnipeg Jets, Boston Bruins und Calgary Flames in der National Hockey League auf der Position des linken Flügelstürmers bestritten hat. Seinen größten Karriereerfolg feierte Ashton im Trikot der kanadischen Nationalmannschaft mit dem Silbermedaillengewinn bei der Weltmeisterschaft 1989. Mit insgesamt neun Beteiligungen an Transfergeschäften ist er gemeinsam mit Mike Sillinger NHL-Rekordhalter in dieser Statistik. Sein Sohn Carter Ashton ist ebenfalls professioneller Eishockeyspieler, ebenso wie sein älterer Bruder Ron Ashton.

## Karriere
Ashton spielte während seiner Juniorenzeit zwischen 1975 und 1979 für die Saskatoon Olympics in der Saskatchewan Junior Hockey League sowie die Saskatoon Blades in der Western (Canada) Hockey League. Nachdem er im NHL Entry Draft 1979 in der zweiten Runde an 26. Stelle von den Vancouver Canucks aus der National Hockey League ausgewählt worden war, wechselte er noch im selben Jahr ins Profilager.
Mit Beginn der Saison 1979/80 lief der Stürmer für die Canucks in der NHL auf und gehörte den folgenden beiden Spielzeiten dem Stammkader an. Im Sommer 1981 war Ashton innerhalb eines Tages gleich in zwei Transfers involviert. Zunächst wurden seine Transferrechte an die Winnipeg Jets abgegeben, da Vancouver den Jets durch die Verpflichtung des Tschechoslowaken Ivan Hlinka eine Kompensation zukommen lassen musste. Die Jets ihrerseits gaben den Stürmer mit einem Drittrunden-Wahlrecht im NHL Entry Draft 1982 umgehend an die Colorado Rockies ab, die dafür Lucien DeBlois nach Winnipeg ziehen ließen. Die Verpflichtung zahlte sich für die Rockies schnell aus, da der Angreifer das Vertrauen in ihn mit 60 Scorerpunkten in der Saison 1981/82 zurückzahlte. Durch den Umzug des Colorado-Franchises verbrachte Ashton die Spielzeit 1982/83 bei den New Jersey Devils, die die Geschäfte der Rockies übernommen hatten. Nach einer durchwachsenen Saison in New Jersey gaben die Devils ihn schließlich für Dave Lewis an die Minnesota North Stars ab. Auch dort verbrachte der Kanadier nur etwas mehr als eine Spielzeit, da er im Dezember 1984 gemeinsam mit Brad Maxwell für Tony McKegney und Bo Berglund zu den Nordiques de Québec transferiert wurde.
Nach zwei halben und einer ganzen Spielzeit bei den Franko-Kanadiern kehrte Ashton im Januar 1987 erneut via eines Transfers in die Vereinigten Staaten zurück, sodass er bis zum Ende der Saison 1987/88 für die Detroit Red Wings auflief. Mit ihm waren Gilbert Delorme und Mark Kumpel in die Autostadt gewechselt, während im Gegenzug Basil McRae, John Ogrodnick und Doug Shedden zu den Nordiques wechselten. Im Sommer 1988 ging es dann zu den Winnipeg Jets, die Paul MacLean nach Detroit schickten. In Winnipeg verlebte Ashton die erfolgreichste Zeit seiner Karriere. Er blieb dem Team über drei Spielzeiten lang treu und konnte in seinem ersten Jahr dort mit 31 Toren und 68 Scorerpunkten jeweils Karrierebestwerte aufstellen.
Kurz nach dem Start in die Saison 1991/92 fand der Stürmer in den Boston Bruins einen neuen Arbeitgeber, die im Gegenzug den Finnen Petri Skriko zu den Winnipeg Jets ziehen ließen. Dort fand sich Ashton im Verlauf des Spieljahres 1992/93 auch in der American Hockey League wieder, wo er für Bostons Farmteam, die Providence Bruins, auf Torejagd ging, nachdem seine Punktausbeute in der NHL drastisch gesunken war. Im Saisonverlauf wechselte er schließlich – zum neunten Mal im Verlauf seiner Karriere – für C. J. Young zu den Calgary Flames. Dort beendete er seine letzte NHL-Saison. Die Spielzeit 1993/94 lief Ashton für die Las Vegas Thunder in der International Hockey League auf, musste diese aber im November 1993 vorzeitig beenden. Eine schwere Knieverletzung verhinderte im Alter von 33 Jahren die Fortsetzung seiner Karriere.

### International
Auf internationaler Ebene spielte Ashton bei der Weltmeisterschaft 1989 in Schweden für sein Heimatland. Dabei gelangen ihm in zehn Turnierspielen sechs Scorerpunkte. Die Kanadier gewannen am Turnierende die Silbermedaille.

## Erfolge und Auszeichnungen
- 1989 Silbermedaille bei der Weltmeisterschaft

## Karrierestatistik

### International
Vertrat Kanada bei:
- Weltmeisterschaft 1989

(Legende zur Spielerstatistik: Sp oder GP = absolvierte Spiele; T oder G = erzielte Tore; V oder A = erzielte Assists; Pkt oder Pts = erzielte Scorerpunkte; SM oder PIM = erhaltene Strafminuten; +/− = Plus/Minus-Bilanz; PP = erzielte Überzahltore; SH = erzielte Unterzahltore; GW = erzielte Siegtore; 1 Play-downs/Relegation; Kursiv: Statistik nicht vollständig)